# Куснища
Кусни́ща (укр. Кусни́ща) — село в Любомльской городской общине Ковельского района Волынской области Украины.
До 2020 года входило в Любомльский район.
Код КОАТУУ — 0723382401. Население по переписи 2001 года составляет 2010 человек. Почтовый индекс — 44326. Телефонный код — 3377. Занимает площадь 4,19 км².